# Чарлз Стівен
Чарлз Стівен (7 травня 1930 — лютий 2002) — індійський хокеїст на траві.
Олімпійський чемпіон 1956 року.